# الحرف (الحيمة الداخلية)

تعديل مصدري - تعديل

الحرف هي إحدى قرى عزلة الحدب بمديرية الحيمة الداخلية التابعة لمحافظة صنعاء، بلغ تعداد سكانها 183 نسمة حسب تعداد اليمن لعام 2004.